# Marcel Meeuwis
Marcel Meeuwis est un footballeur néerlandais né le 31 octobre 1980 à Goirle.

## Carrière
- 2000-2004 :  Willem II Tilburg
  - 2002-2004 :  VVV Venlo (prêt)
- 2004-2006 :  VVV Venlo
- 2006-2009 :  Roda JC
- 2009-2011  :  Borussia Mönchengladbach
  - Janv.2011-2011 :  Feyenoord Rotterdam (prêt)
- 2011-nov. 2012 :  VVV Venlo
- fév. 2013-avr. 2013 :  Melbourne Heart[2],[3]

## Palmarès
Néant